# Березки (Николаевская область)
Березки́ (укр. Берізки) — село в Кривоозерском районе Николаевской области Украины.
Основано в 1755 году. Население по переписи 2001 года составляло 1280 человек. Почтовый индекс — 55322. Телефонный код — 5133. Занимает площадь 3,913 км².

## Местный совет
55114, Николаевская обл., Кривоозерский р-н, с. Берёзки, ул.Леси Украинки.